# ناپروکسن/اس‌امپرازول
ناپروکسن/اس‌امپرازول (به انگلیسی: Naproxen/esomeprazole)، که با نام تجاری Vimovo فروخته می‌شود، یک داروی مسکن به شکل قرص برای مصرف خوراکی است که حاوی ناپروکس، یک داروی ضدالتهاب غیراستروئیدی (NSAID) و یک شکل آهسته رهش از اس‌امپرازول، کاهش‌دهنده اسید معده، مهار کننده پمپ پروتون (PPI)، است. این محصول توسط آسترازنکا تولید شده‌است. ویموو توسط سازمان غذا و داروی ایالات متحده برای استفاده در برابر آرتروز، روماتیسم مفصلی و اسپوندیلیت آنکیلوزان مورد تأیید قرار است. این دارو برای کاهش خطر زخم معده در اثر درمان با NSAIDs در نظر گرفته می‌شود.
همکنون ناپروکسن/اس‌امپرازول به عنوان یک داروی ژنریک در دسترس می‌باشد.